# Kadcharla, Sedam
Kadcharla là một làng thuộc tehsil Sedam, huyện Gulbarga, bang Karnataka, Ấn Độ.